# クラウス・フォン・アムスベルク
クラウス・フォン・アムスベルク（ドイツ語: Claus von Amsberg, 1926年9月6日 - 2002年10月6日）は、第6代オランダ国王（女王）ベアトリクスの王配。

## 人物・来歴
ドイツのヒッツァッカーに生まれる。アムスベルク家は鍛冶屋やパン屋を生業とした平民の子孫であったが、教区牧師アウグスト・アムスベルクが1795年より姓にフォンを付けて私称するようになった。それが1891年にメクレンブルク＝シュヴェリーン大公国で、爵位称号を持たない下級貴族（Niederer Adel）として公認された家柄である。第二次世界大戦前まで父親がタンガニーカに広大な農場を所有していたため、初等教育を当地で受けた。少年時代はヒトラーユーゲントに所属、戦時中は労働奉仕を行った。1944年には徴兵され、第90装甲擲弾兵師団に所属して、1945年3月イタリアのメラーノでアメリカ軍の捕虜となった。戦後、リューネブルクとハンブルクで法律を学び、外交官となる。サントドミンゴとコートジボワールに赴任した。
1965年、雑誌掲載をきっかけに、オランダ王女ベアトリクスとの交際が明らかになる。戦時中ドイツ占領下にあったオランダ国民にとって、次期王位継承者と旧敵国の人間との結婚は受け入れ難いとの意見も多く、2人の結婚には多難な前途が予想された。
1966年に成婚する。式典会場となった教会周辺には反対派のデモ隊が押し寄せ、爆弾が投げ込まれる騒ぎになった。オランダ軍が警備に8,000人の兵を出動させ、ようやく式を挙行した。翌1967年に長男ウィレム＝アレクサンダー（現国王）が誕生した。オランダ王室に100年ぶりに生まれた男子であった。その後、更にベアトリクスは2人の王子を出産、1969年までに夫妻は3男に恵まれた。
1980年、妻のベアトリクスは母・ユリアナ女王の譲位を受けて女王に即位した。それにともない、クラウスは「王配」と称せられる。
一時、クラウスは鬱病を発病した。ドイツ人のプリンスということで、オランダ国内に反独感情の高かった時代に、周囲から強いストレスを受けたことが一因と考えられる。しかし、病状を国民に定期的に公表し、家族への愛を率直に語り、ユーモアも心得たクラウスの言動・人柄はやがて国民に深く愛されるようになり、「女王よりも人気者」とさえ言われるほどになった。クラウスのユーモアの一例として「私の重要な仕事は、開会式のテープカットをすることです」と発言し、観衆とマスコミに大受けしたことがある。
晩年はパーキンソン病を患い、2002年に薨去した。76歳没。

## 子女
ベアトリクスとの間に3男を儲けた。
- ウィレム＝アレクサンダー（1967年 - ） オランダ王
- ヨハン・フリーゾ（1968年 - 2013年）
- コンスタンティン（1969年 - ）